# Adolf Quensen

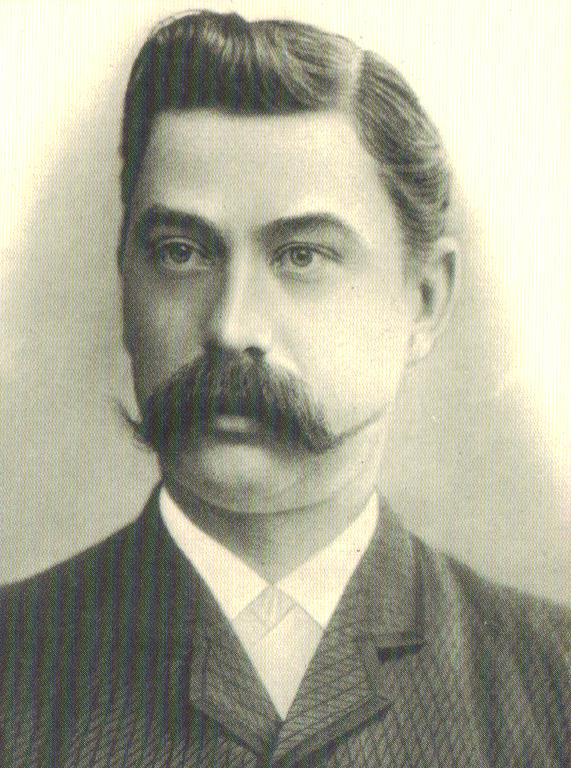
Adolf Quensen

Adolf Quensen (* 2. März 1851 in Lamspringe; † 16. April 1911 in Helwan, Ägypten) war deutscher Hofdekorations- und Kirchenmaler des Historismus.

## Leben
Nach einer Malerlehre bei seinem Vater erhielt Quensen eine Ausbildung am Collegium Carolinum in Braunschweig und an der Königlichen Kunstgewerbeschule in München. In den Jahren 1872 und 1873 studierte er Kirchenmalerei in Wien. Er bekam danach Aufträge zur Bemalung von Kirchen in Stuttgart und Nürnberg. 1879 erhielt er durch August von Essenwein seinen ersten Auftrag zur Ausmalung des Doms St. Blasii in Braunschweig. Ebenfalls führte er Malerarbeiten in Kirchen  in Helmstedt, Riddagshausen, Mariental, Runstedt und Waggum aus. Im März 1881 begründete er ein eigenes Malergeschäft. Im gleichen Jahr heiratete er seine Frau Marie. Im Jahre 1892 wurde er zum „Herzoglich Braunschweiger Hof-Dekorationsmaler“ ernannt.
Quensen führte innerhalb und außerhalb des Herzogtums Braunschweig Malerarbeiten in Sakral- und Profanbauten aus, u. a. in dem schon erwähnten Braunschweiger Dom, im Kaiserdom Königslutter (1887–94; 2010 vollständig restauriert), in der Burg Dankwarderode (1893/1898) und im neuen Braunschweiger Rathaus (1902). 1891  beendete er die Ausmalung der Kirche St. Maria zur Höhe in Soest. Im Jahre 1895 malte er die Berliner Kaiser-Wilhelm-Gedächtniskirche aus.  Er arbeitete auch in Schöningen, in Bielefeld und in Oelber am weißen Wege als Kirchenmaler. Außerhalb Deutschlands war er in den Sultanspalästen in Istanbul tätig.
1908 wurde Quensen mit dem preußischen roten Adlerorden vierter Klasse für seine Arbeiten an der Christuskirche im böhmischen Marienbad, dem jetzigen Mariánské Lázně in Tschechien, ausgezeichnet.
Aus gesundheitlichen Gründen übergab Quensen 1910 seine Firma einem seiner Söhne. Quensen starb 1911  als Folge seiner Blutarmut in Ägypten und wurde auf dem Braunschweiger Hauptfriedhof bestattet. In sein Steinkreuz wurde die Inschrift „Die Liebe höret nimmer auf“ gemeißelt.

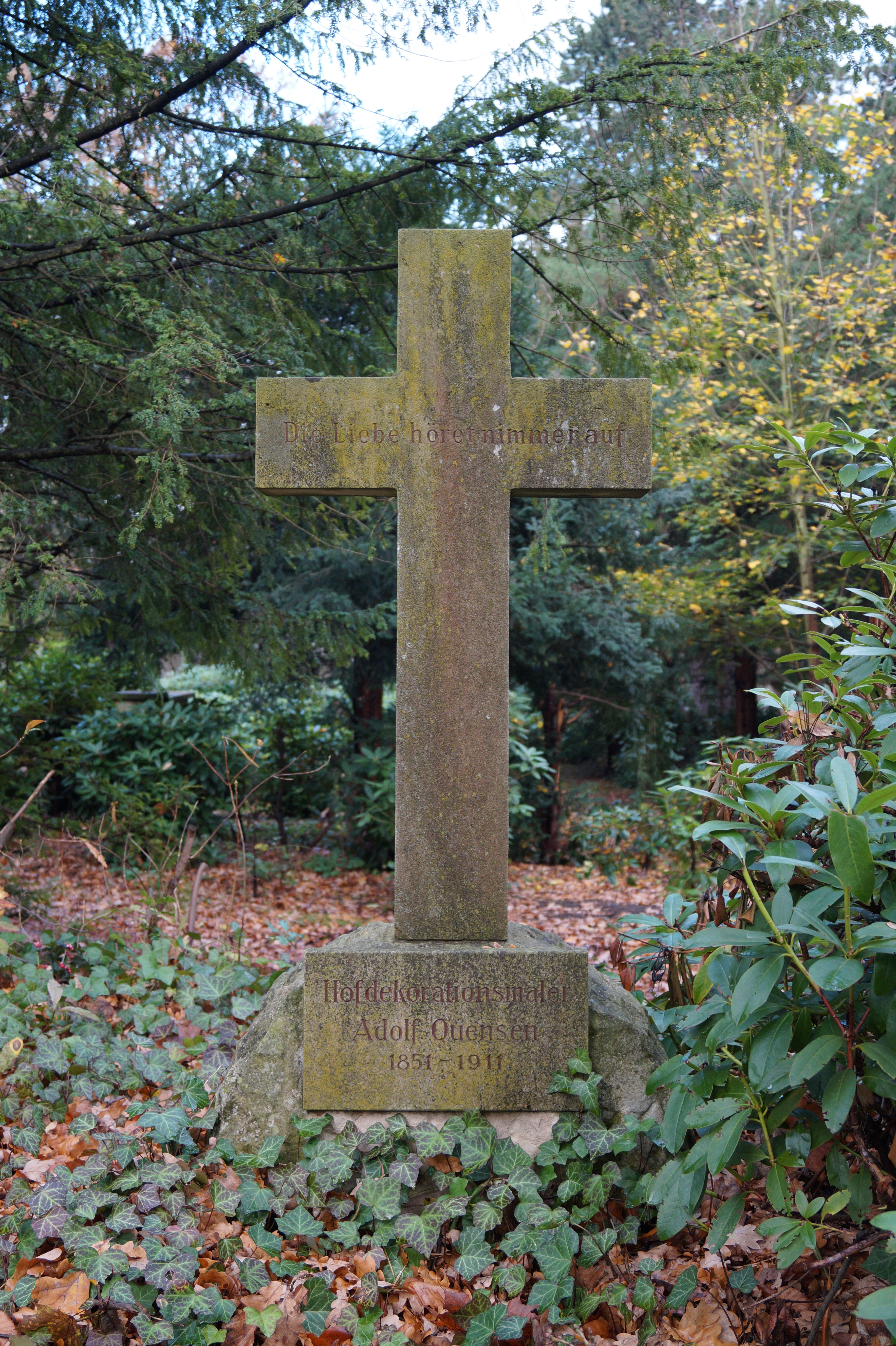
Grabstätte Adolf Quensens auf dem Hauptfriedhof Braunschweig

## Werk
Einige seiner Arbeiten, v. a. die Deckenmalereien im Rittersaal der Burg Dankwarderode, wurden im Zweiten Weltkrieg zerstört. Es sind hier jedoch Wandmalereien erhalten.
Andere Arbeiten gingen zum Teil durch Renovierungen verloren. So wurden Innenausmalungen, zu denen Quensen 1883 in der Kirche zu Neuerkerode verpflichtet wurde, 1958 mit Pastelltönen überdeckt. Erst 1998 wurde im Rahmen einer erneuten Renovierung die Originalbemalung wieder freigelegt.
Ein ähnliches Schicksal hatten Ausmalungen der Lutherkirche in Bad Harzburg, die 1903 von ihm geschaffen wurden. Bei der ersten Renovierung nach 1945 strich man fast alles über. Nur die beiden Apostel Petrus und Paulus ließ man in ihren Umrissen aus dem Wandanstrich herausschauen. Bei einer weiteren Renovierung wurde der gesamte Triumphbogen mit den beiden Aposteln, sechs Engeln und Christus als Weltenrichter restauriert.
Auch in der Kreuzkirche in Alt-Lehndorf (Stadtbezirk von Braunschweig), in der Adolf Quensen von 1903 bis 1905 die Decke und Wände ausmalte, verschwand das künstlerische Werk nach dem Krieg unter Tapeten und grau-weißer Farbe. Erst 1972 wurden die Decke und 1989 auch die Apsis, Bögen und Fensterlaibungen wieder freigelegt. Auf eine Gesamtwiederherstellung aller Wandmalereien wurde hier verzichtet.
Ebenso erging es der Ausmalung der St.-Christinen-Kirche in Walle bei Schwülper, die in den 1890er Jahren entstanden war. Diese verschwand jedoch im Zuge der Umgestaltung Mitte des 20. Jahrhunderts.
Nicht nur der Krieg, sondern auch Verfall war eine Bedrohung für Quensens Werke. So wurde die Apelnstedter Kirche 1894 (bei Sickte) durch Quensen großflächig ausgemalt, die Sternbilder des Tierkreises und ein musizierender Engel über der Orgel gingen verloren, wohingegen die vier Evangelisten an der prächtig erhaltenen Altarwand gut erhalten sind.
Hochschuldiplomarbeiten befassen sich mit dem Zustand, dem Erhalt und der Restaurierung seiner Arbeiten.

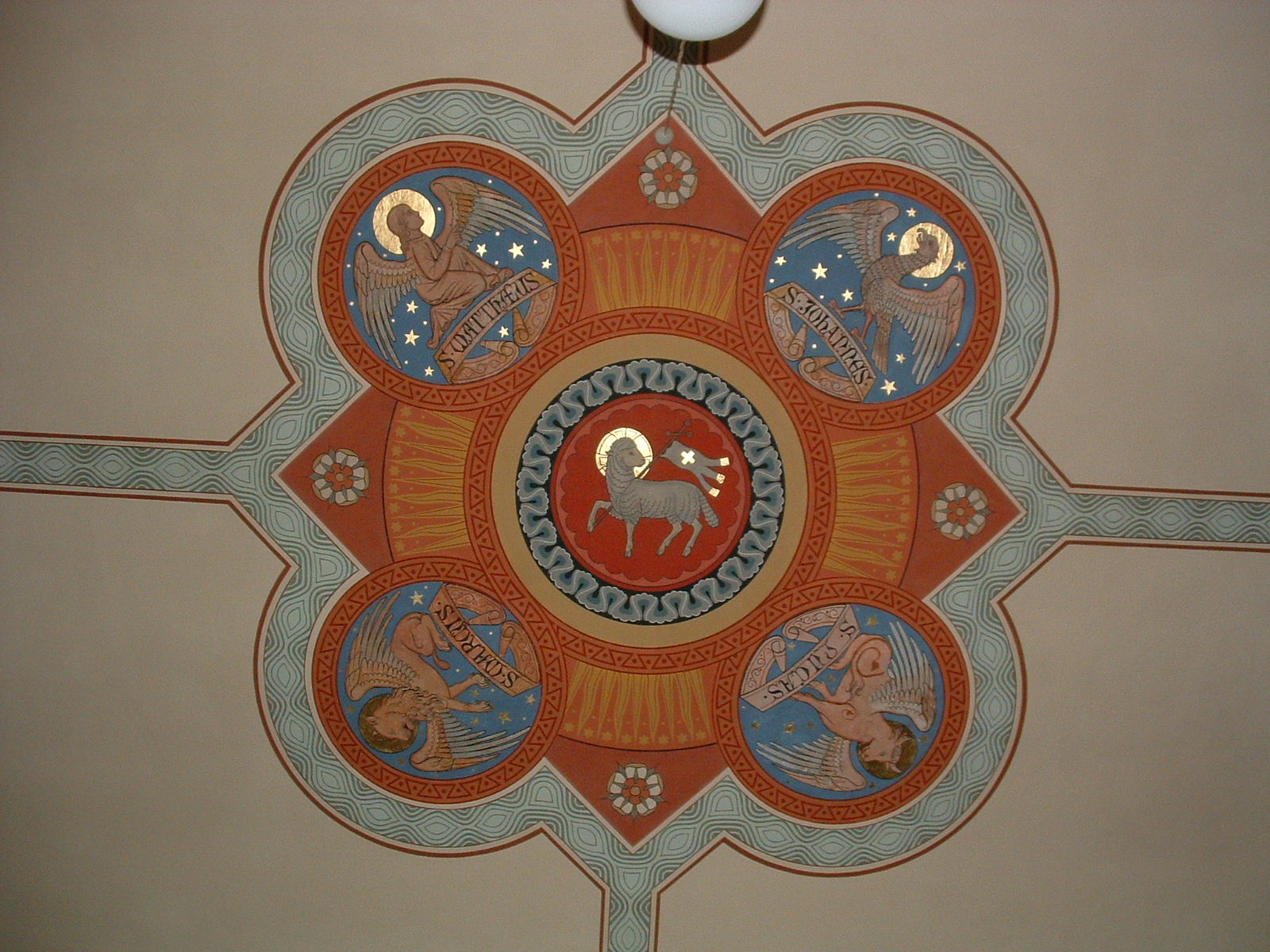
Deckenmalerei der Kirche in Lelm von Adolf Quensen

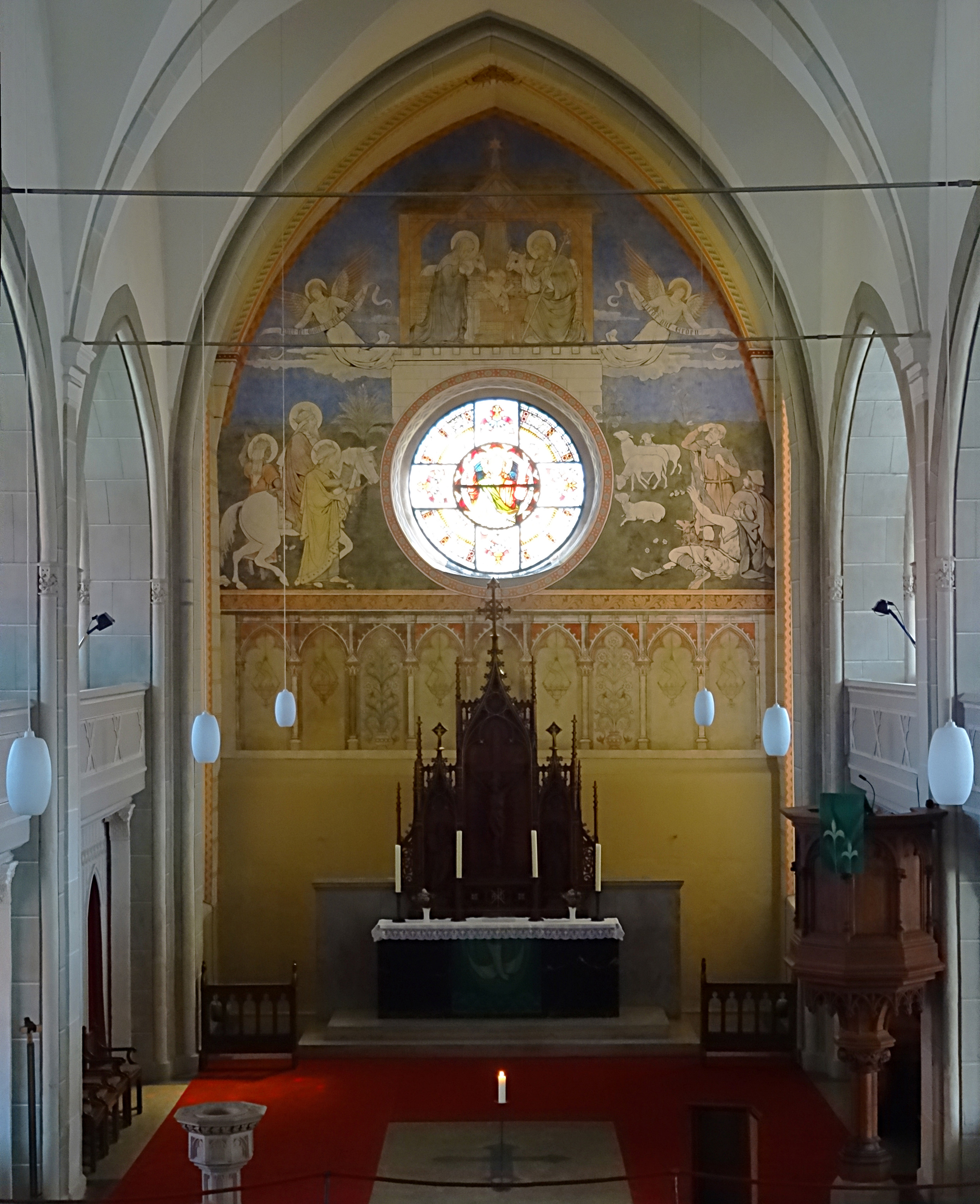
Altar-Wandbild der St.-Antonius-Kirche in Hasselfelde

In einigen Kirchen sind seine Werke noch heute zu sehen:
- Temperamalereien in den Seitenapsiden des Querhauses der Klosterkirche St. Marienberg in Helmstedt (um 1881, renoviert 2000),
- Wand- und Decken-Malerei in der Schlosskirche St. Annen in Oelber am weißen Wege (Baddeckenstedt bei Salzgitter) aus dem Jahr 1888, renoviert 1995,
- Wandgemälde an der Apsis der Kirche in Eitzum (1891/1892),
- Innenausmalung der Immanuelkirche in Berlin (bis 1893),
- Vier Evangelistenbilder im Altarraum der St.-Thomas-Kirche in Wolfshagen im Harz (bis 1894),
- „Stiftskirche St. Peter und Paul“ (Kaiserdom Königslutter):
  - Wandmalereizyklus am nordwestlichen Vierungspfeiler,
  - Mittelalterliche Muster (1890–1894) nach den Plänen des süddeutschen Professors Dr. August von Essenwein,
- Johannes-der-Täufer-Kirche in Oberg (1903, Landkreis Peine),
- Lutherkirche (Bad Harzburg) (ab 1903, teilweise erhalten),
- Malereien in der Dorfkirche Benzingerode,
- Deckenmalereien in der Kirche in Lelm,
- Wandmalereizyklus im Chor und im Querhaus der Augustinerchorherren-Klosterkirche St.-Lorenz westlich der Stadt Schöningen,
- Wandgemälde an der Altarwand der St.-Antonius-Kirche zu Hasselfelde (freigelegt und restauriert 2002),
- Himmelszelt in Jugendstilformen im Kreuzrippengewölbe des Chors der Dreifaltigkeitskirche in Görlitz (1909–1910).

## Weblink
| Personendaten    | Personendaten                                              |
| ---------------- | ---------------------------------------------------------- |
| NAME             | Quensen, Adolf                                             |
| KURZBESCHREIBUNG | deutscher Hofdekorations- und Kirchenmaler des Historismus |
| GEBURTSDATUM     | 2. März 1851                                               |
| GEBURTSORT       | Lamspringe                                                 |
| STERBEDATUM      | 16. April 1911                                             |
| STERBEORT        | Helwan, Ägypten                                            |